# Flugunfall der Sabena bei Kelsterbach
Der Flugunfall der Sabena bei Kelsterbach ereignete sich auf einem internationalen Linienflug der Sabena von Salzburg über Frankfurt am Main nach Brüssel am 14. Oktober 1953. An diesem Tag stürzte eine Convair CV-240-12 (OO-AWQ) kurz nach dem Start vom Flughafen Frankfurt Main einen Kilometer nordwestlich des Flughafens in ein Waldstück, wobei alle 44 Insassen ums Leben kamen. Es handelt sich um den schwersten Flugunfall einer Convair CV-240, zudem war es seinerzeit nach dem KLM-Flug 592 der zweitschwerste Flugunfall in Deutschland.

## Flugzeug

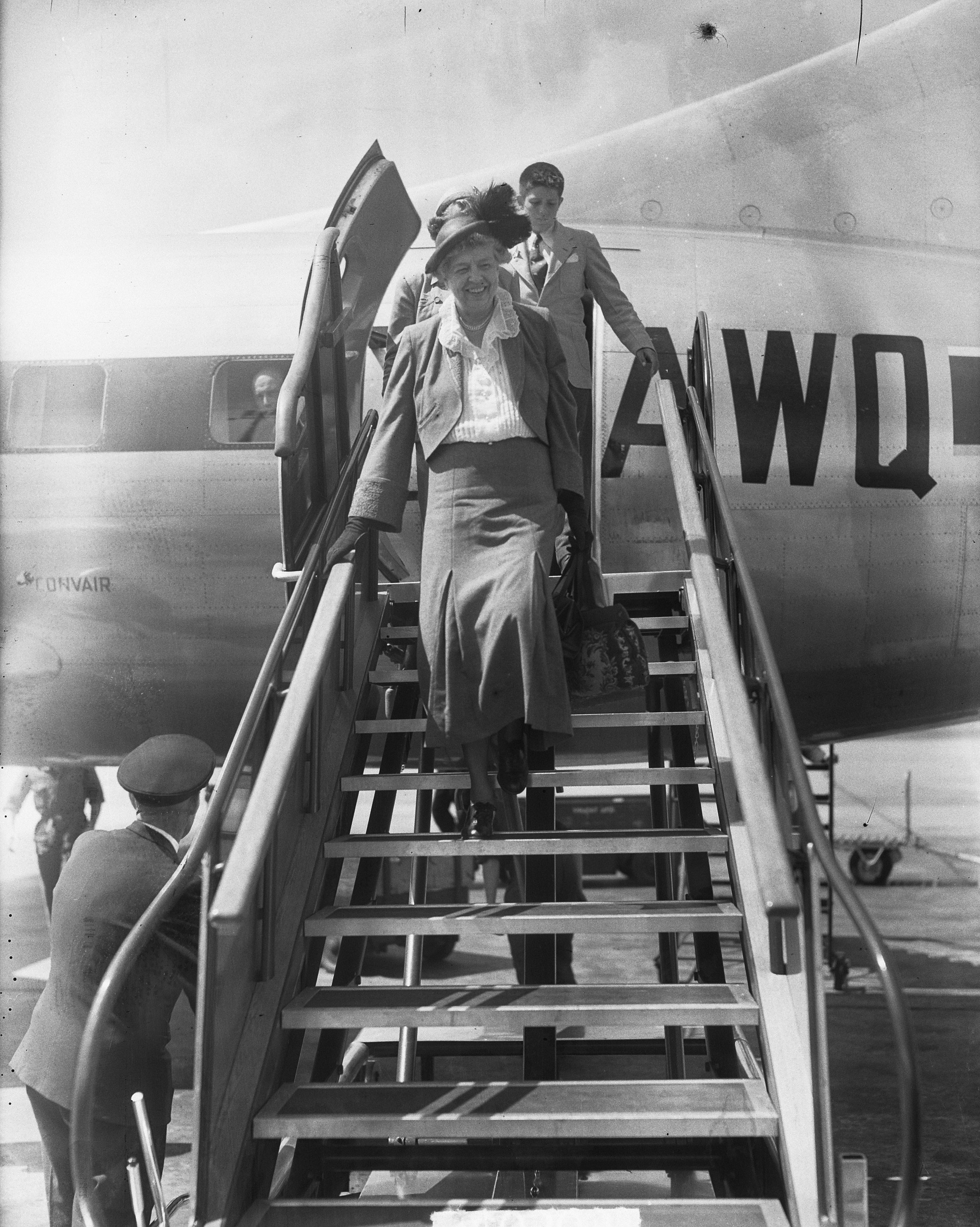
Die Unfallmaschine der Sabena im Jahr 1950

Die betroffene Maschine war eine 1949 gebaute Convair CV-240-12 mit der Werknummer 154. Die Maschine hatte ihren Erstflug am 27. Januar 1949 absolviert und wurde am 24. März 1949 mit dem Luftfahrzeugkennzeichen OO-AWQ an die Sabena ausgeliefert. Das zweimotorige Kurzstreckenflugzeug war mit zwei Sternmotoren des Typs Pratt & Whitney R-2800 Double Wasp ausgerüstet.

## Insassen
Den Flugabschnitt von Frankfurt nach Brüssel hatten 40 Passagiere angetreten, darunter der ehemalige österreichische Diplomat Georg Albert von und zu Franckenstein. Es befand sich eine vierköpfige Besatzung an Bord.

## Unfallhergang
Nach dem Start ließ die Motorleistung plötzlich nach. Gleichzeitig fuhren die Piloten entsprechend den vorgeschriebenen Verfahren die Auftriebshilfen ein. Es kam anschließend zum Strömungsabriss an der Maschine, die um 14:54 Uhr Ortszeit nordwestlich des damaligen Flughafengeländes bei Kelsterbach in den Mönchwald stürzte und augenblicklich in Brand geriet. Bei dem Absturz kamen alle 44 Insassen ums Leben.

## Ursache
Die Ursache konnte nie vollständig aufgeklärt werden, vermutet wurde ein Leistungsverlust durch erhebliche Bleiablagerungen an den Zündkerzen, die durch zu lange Wartungsintervalle begünstigt worden waren. Während des Starts, als sich die Zündkabel erwärmten, hätten sich durch die Metallablagerungen elektrische Nebenkreisläufe gebildet, was zu einem Kurzschluss an den Kabeln und einem erheblichen Leistungsverlust geführt habe. Für andere, beitragende Faktoren konnten keine Anhaltspunkte gefunden werden. Nach Auskunft der Ermittler wies nichts darauf hin, dass der Bleiablagerungsprozess an den Zündkerzen plötzlich stattgefunden habe, vielmehr sei er allmählich vorangeschritten. Aus den verfügbaren Daten habe nicht ermittelt werden können, ob die von den Triebwerksherstellern angegebenen Zeiträume für die Überholung der Zündanlage eingehalten worden waren.
Als Faktor, der zu dem Unfall beigetragen habe, wurde die Entscheidung des Kapitäns angesehen, den Start unter den gegebenen Bedingungen fortzusetzen, zudem seien die Auftriebshilfen bei einer zu niedrigen Geschwindigkeit und in zu geringer Höhe eingefahren worden.